# Un angelo è sceso a Brooklyn
Un angelo è sceso a Brooklyn (Un angel pasó por Brooklyn) è un film del 1957 diretto da Ladislao Vajda.

## Trama
Nella Little Italy degli anni '50, l'avvocato Pozzi è proprietario di alcuni immobili occupati da immigrati italiani. Incurante delle loro difficoltà economiche, li tiranneggia pretendendo denaro in continuazione e minaccia di sfrattarli se non saldano la pigione a fine mese. Suo collaboratore di studio è Bruno, più modesto e gentile, innamorato di una ragazza che vive nello stabile e che in attesa di ricevere una cospicua eredità. Misantropo, intollerante degli animali domestici e del chiasso dei bambini del quartiere, un giorno rimprovera per errore un bambino ammalato, credendolo responsabile di una marachella. Una vecchia fioraia vede la scena e pronuncia una maledizione, che trasforma l'avvocato in un cane di grossa taglia. 
Il cane/avvocato sperimenta così tutti i disagi della situazione e conosce la disponibilità del suo assistente che, insieme al piccolo Tonino, si dà da fare per liberarlo quando viene rinchiuso in un canile. L'affetto del bambino lo ritrasforma in un uomo, ma questa volta il suo carattere è radicalmente cambiato.

## Produzione
Girato fra gli studi della spagnola Chamartin e quelli di Cinecittà dall'ungherese Ladislao Wajda, il film cercava di sfruttare la recente celebrità di Pablito Calvo  (già protagonista di Marcellino pane e vino e del successivo Mio zio Giacinto, entrambi diretti dallo stesso regista), tuttavia non riscosse lo stesso successo di pubblico. 
Assistente alla regia un ancora sconosciuto Riccardo Pazzaglia. Coprotagonista il cane Caligola, addestrato nella scuola di Grottaferrata da Antonella Scialoja. 
Il film si apre con la canzone che porta lo stesso titolo del film, composta da Bruno Canfora e Bernardino Zapponi.